# Tina Romero
Tina Romero (Nueva York, 14 de agosto de 1949) es una primera actriz mexicana de cine y televisión que debutó como actriz en la cinta Chin Chin el teporocho  en 1976. Estuvo casada con el director de cine Gabriel Retes en los años 1980. Tiene 2 hijos: Cristóbal Retes y la también actriz Cristina Mason.

## Biografía
Debutó como actriz en 1976 en la cinta Chin Chin el teporocho. Al año siguiente filmaría Alucarda, la hija de las tinieblas y Las Poquianchis, donde destacó por su interpretación.
En 1977 filma Flores de papel y un año más tarde protagoniza su primera telenovela Santa, Bandera rota y Mi caballo Cantador, también aparece en las telenovelas Ángel Guerra, Parecido al amor y Bella y Bestia.
En 1980 filma las cintas Estampas de Sor Juana y la telenovela Las grandes aguas, para 1982 hacer su debut en Hollywood dentro de la cinta Missing protagonizada por Sissy Spacek. Para 1983 vuelve a México y realiza la película Las apariencias engañan. En 1984 protagoniza Aprendiendo a vivir, telenovela donde interpretaba a Silvia, y ese mismo año participa en las cintas Noche de carnaval y Mujeres salvajes. En 1985 protagoniza la cinta Los náufragos del Liguria dirigida por su entonces esposo Gabriel Retes. En 1986 protagoniza tres cintas, Miracles, Los náufragos del Liguria 2: los piratas y De puro relajo. En 1988 vuelve a Hollywood con la cinta de Cliff Osmond, The Penitent, y ese mismo año regresa a la televisión en El rincón de los prodigios y en la telenovela La casa al final de la calle. En 1989 participa en la telenovela Simplemente María, la cinta Violencia a sangre fría y en un capítulo de la serie La hora marcada.
En 1991 filma Silencio de muerte y además participa en su papel más recordado y exitoso en televisión, el de Martha Gastelum en la telenovela Cadenas de amargura. Entre 1991 y 1992 aparece en las telenovelas Mágica juventud y Muchachitas. En 1993 participa en la cinta de Felipe Cazals, Kino: la leyenda del padre negro interpretando a una prostituta. En 1994 aparece en la telenovela Buscando el paraíso, además de las cintas La Señorita y Una luz en la escalera. Para 1995 filma Magnicidio y la telenovela Alondra. En 1996 participa en la telenovela La culpa y decide descansar unos años hasta 1998, cuando regresa con la película Crisis y la telenovela La mentira. En 1999 trabaja junto a Thalía y Angélica María en Rosalinda como Dolores Romero.
Entre 2000 y 2001 Tina aparece en las telenovelas Abrázame muy fuerte y El juego de la vida. Después hace una pausa en su carrera hasta 2004, cuando regresa con la cinta mexicana Las lloronas. En 2005 trabaja en su primera telenovela fuera de México, la argentina Amarte así. En 2007 hace una participación especial en Pasión y en 2008 realiza un papel estelar de la telenovela de Telemundo El juramento. En 2009 participa en la telenovela Verano de amor con un personaje especial, y ese mismo año confirma su participación en la telenovela de Juan Osorio, Mi pecado como Asunción.

## Trayectoria

### Televisión
- Milagros de navidad (2017) - Sofía
- Mujeres de negro (2016) - Genoveva Vda. de Bernal
- Quiero amarte (2013-2014) - Rebeca Olazábal
- Dama y obrero (2013) - Alfonsina Vda. de Mendoza
- Rosario (2013) - Griselda
- Amor bravío (2012) - Rosario «Chayo» Sánchez
- Una maid en Manhattan (2011-2012) - Carmen Moreno «La nana»
- Llena de amor (2010-2011) - Paula de Franco
- Mi pecado (2009) - Asunción Torres «Chona»
- Verano de amor (2009) - Pura Guerra
- El juramento (2008) - Silvia Vega
- Pasión (2007-2008) - Faustina López
- Amarte así (2005) - Evangelina Lizárraga
- El juego de la vida (2001-2002) - Mercedes Pacheco
- Abrázame muy fuerte (2000-2001) - Jacinta Rivero
- Rosalinda (1999) - Dolores Romero de Pérez
- La mentira (1998) - Irma de Moguel
- La culpa (1996) - Lorena
- Alondra (1995) - Cecilia
- Buscando el paraíso (1993-1994) - Elsa
- Mágica juventud (1992-1993) - Silvia
- Muchachitas (1991-1992) - Verónica de Sánchez-Zúñiga #2
- Cadenas de amargura (1991) - Martha Fernández ex de Gastelum
- Simplemente María (1989-1990) - Dra. Gabriela del Conde
- La casa al final de la calle (1989) - Marina Durán
- El rincón de los prodigios (1987-1988) - Mercedes
- Aprendiendo a vivir (1984) - Silvia
- Añoranza (1979)
- Bella y Bestia (1979) - Linda Jackson
- Parecido al amor (1979) - Alondra
- Ángel Guerra (1979) - Dulcenombre
- Santa (1978) - Santa

### Series de TV
- Ana (2020-2023) - Nena[1][2]
- La hora marcada (1989) - Carmen (episodio «Por tu bien»)
- Mujer, casos de la vida real (1988) - Irene (episodio «Dos amores»)
- El que sabe, sabe (1983) - Marthita Jiménez

### Cine
- La exorcista (2022) - Julia[3]
- Una navidad tan padre (2021) - Cirila
- Silencio (2018) -  Enfermera
- Más sabe el diablo por viejo (2018) - Nelly Durán[4]
- Cuando los hijos regresan (2017) - Lulú
- El placer es mío (2015) - Mamá
- Luna escondida (2012)
- Sea Of Dreams (2006) - Raquel
- Las lloronas (2004) - Esther
- Un dulce olor a muerte (1999) - La Chata
- Magnicidio (1995)
- Una luz en la escalera (1994) - Teresa Guzmán
- La señorita (1994)
- Kino: la leyenda del padre negro (1994) - Cortesana 2
- Silencio de muerte (1991)
- Violencia a sangre fría (1989)
- The Penitent (1988) - Sandra
- Miracles (1986) - Juanita
- Pistoleros asesinos (1986)
- De puro relajo (1986)
- Los náufragos del Liguria II: Los piratas (1985) - Constanza
- Los náufragos del Liguria (1985) - Constanza
- Mujeres salvajes (1984) - La Gaviota
- Noche de carnaval (1984) - Irma
- Las apariencias engañan (1983) - Actriz
- Missing (1982) - María
- Reventón en Acapulco (1982)
- ...Y hacemos de tocho morocho (1981)
- Las grandes aguas (1980) - Mara
- Estampas de Sor Juana (1980)
- Bandera rota (1979) - Ana Mendizábal
- Mi caballo el Cantador (1979)
- Flores de papel (1977) - Toletole
- La casta divina (1977) - Elidé
- Alucarda, la hija de las tinieblas (1977) - Alucarda
- Lo mejor de Teresa (1976) - Teresa
- Las Poquianchis (1976) - María Rosa
- Chin Chin el teporocho (1976) - Michele

## Premios y nominaciones

### Premios TVyNovelas
| Año  | Categoría               | Telenovela          | Resultado |
| ---- | ----------------------- | ------------------- | --------- |
| 1992 | Mejor actriz de reparto | Cadenas de amargura | Nominada  |